# South Burlingham
South Burlingham är en by i civil parish Lingwood and Burlingham, i distriktet Broadland, i grevskapet Norfolk, i England. Byn är belägen 14 km från Norwich. Burlingham St Edmund var en civil parish fram till 1935 när blev den en del av Burlingham. Civil parish hade 64 invånare år 1931. Byn nämndes i Domedagsboken (Domesday Book) år 1086, och kallades då Berlingaham/Sutberlingeham.